# Rinawa otagoensis
Rinawa otagoensis là một loài nhện trong họ Hahniidae.
Loài này thuộc chi Rinawa. Rinawa otagoensis được Raymond Robert Forster miêu tả năm 1970.